# Ngũ vị tử cuống dài
Ngũ vị cuống dài hay ngũ vị Vân Nam, phân hùng họ hàng, thiết cô tán, hoàng long đằng, ngũ hương huyết đẳng (danh pháp: Schisandra propinqua) là một loài thực vật có hoa trong họ Schisandraceae. Loài này được (Wall.) Baill. miêu tả khoa học đầu tiên năm 1868.